# Rezerwat przyrody Góra Gipsowa
Rezerwat przyrody „Góra Gipsowa” – stepowy rezerwat przyrody na południowym stoku Góry Gipsowej (285 m n.p.m.), w pobliżu miasta Kietrz (w gminie Kietrz, w powiecie głubczyckim, w województwie opolskim), na terenie Płaskowyżu Głubczyckiego.
Celem ochrony jest „zachowanie ze względów naukowych naturalnego zbiorowiska roślinności stepowej, występującej na jednym z nielicznych stanowisk w tej części kraju”.
Na mocy obowiązującego planu ochrony ustanowionego w 2014 roku, obszar rezerwatu objęty jest ochroną czynną.

## Historia
O interesującej florze Góry Gipsowej z licznymi gatunkami reprezentującymi element pontyjski pisał już w 1837 r. Friedrich Wilhelm Kölbing. Od 1926 r. utworzenie na Gipsowej Górze (niem. Gipsberg) stanowiska ochrony roślin postulował Richard Keilholz – nauczyciel tkactwa w Królewskiej Szkole Tkackiej w Kietrzu i przyrodnik amator, który temu stanowisku poświęcił dwie publikacje: Die pontische Pflanzengemeinschaft der Gipsberge bei Katscher („Der Oberschleiser” 9, 1927) oraz Die Flora der Gipsberge von Dirschel bis Katscher („Leschwitzer Tischkerierkalender” 2, 1927 i 3, 1928). W dniach 25–26 czerwca 1927 r. Prowincjonalne Władze do Spraw Ochrony Pomników Przyrody w Prowincji Górny Śląsk przeprowadziły studyjną wycieczkę w terenie. Obok Keilholza wzięli w niej udział m.in. Gustav Eisenreich, baron Bolko von Richthofen (jako reprezentant władz Prowincji) i burmistrz Kietrza, Greinert. W 1932 r. miasto Kietrz przejęło rezerwat przyrody "Höhe 285,5 (Pontischer Hügel)". Starania Keilholza zostały zwieńczone sukcesem dopiero w 1935 r., kiedy władze prowincjonalne w Opolu utworzyły „Obszar Przyrody Chronionej Wapienna Góra koło Kietrza” (niem. Naturschutzgebiet Kalkberg bei Katscher) o powierzchni 33,65 arów.
Po II wojnie światowej Zarządzeniem Ministra Leśnictwa i Przemysłu Drzewnego z dnia 24 grudnia 1957 roku został w tym miejscu utworzony rezerwat przyrody w celu zachowania stanowisk roślinności stepowej. Powstał na południowym zboczu Góry Gipsowej, gdzie w latach 1812–1972 prowadzono eksploatację złóż gipsu metodą podziemną (na terenie rezerwatu widoczne są ślady tej eksploatacji).
W latach 2010–2012 stowarzyszenie Dolnośląski Ruch Ochrony Przyrody realizowało tu projekt „Czynna ochrona muraw kserotermicznych w rezerwacie Góra Gipsowa” w ramach Regionalnego Programu Operacyjnego Województwa Opolskiego na lata 2007–2013.
W 2013 roku nastąpiło powiększenie rezerwatu z 1,02 ha do 1,72 ha, a w grudniu 2016 roku do 8,65 ha.

## Flora
Na terenie rezerwatu znajdują się stanowiska roślin stepowych i zaroślowych, m.in. dzwonek boloński, kostrzewa walezyjska, oman szorstki, perz siny, owsica łąkowa, śniedek cienkolistny, ostrożeń pannoński, leniec pospolity, dziewanna fioletowa, złocień baldachogroniasty, pajęcznica gałęzista, storczyk bzowy, krwawnik szczecinkolistny, głowienka wielkokwiatowa, przewiercień sierpowaty, pięciornik biały.